# Louis Couperus
Louis Marie Anne Couperus (Den Haag, 10. lipnja 1863. – De Steeg, 16. srpnja 1923.) bio je nizozemski novelist i pjesnik. Pisao je psihološke i povijesne romane, bajke i poeziju. Smatra se jednim od najboljih nizozemskih pisaca.

## Biografija
Louis Couperus rodio se u Den Haagu kao najmlađe od jedanaestero djece. Njegovi roditelji živjeli su na Mauritskade 11 (danas 43), pored kasarne Oranje. Njegov otac bio je John Ricus Couperus, umirovljeni savjetnik u ondašnjoj Nizozemskoj Indiji, a majka Catharina Geertruida Reynst. Louis Marie Anne Couperus dobio je ime po svoje tri sestre koje su prije njegovog rođenja umrle. Godine 1872. sa svojim roditeljima odlazi u Bataviju (današnju Jakartu), gdje su živjeli na imanju Tjicoppo u Buitenzorgu. Pisac se vraća u Nizozemsku 1878. Roditelji mu nakon povratka žive u Nassaukade 4 (poslije preimenovan u Trg Nassau). 

### Eline Vere
Godine 1888. izlazi njegov roman Eline Vere kao feljton u dnevnom listu Het Vaderland i odmah postiže veliki uspjeh. Dotada je već objavio dvije zbirke pjesama koje su ostale skoro nezapažene. Povodom objave zbirki pjesama Willem Kloos napisao je jednu jako negativnu recenziju u kojoj Couperusu savjetuje da svoj spas potraži drugdje osim u pjesmama.

### Vjenčanje i putovanja
Nakon jedne posjete Parizu vjenčao se 1891. sa svojom nećakinjom Elisabeth Baud. Njena baka i njegov otac bili su brat i sestra. Vrlo brzo nakon vjenčanja par je počeo putovati u mnoge zemlje: Italiju, Francusku, Njemačku, Englesku, Nizozemsku Indiju, Španjolsku i Japan. U Nici se Couperus neko vrijeme nastanio i pisao. Prvi svjetski rat Couperus je proveo silom prilika u Nizozemskoj, gdje se Eline Vere u to vrijeme izvodio kao kazališni komad.

### Povratak u Nizozemsku i smrt
Godine 1923. Louis Couperus smjestio se u De Steegu, blizu Rhedena, u kući koju je dobio od prijatelja i obožavatelja gdje je u srpnju 1923. u šezdesetoj godini života preminuo od pleuralne upale pluća i trovanja krvi. Kratko prije toga - 4. lipnja - proglašen je Vitezom Reda Nizozemskog Lava. Kremiranju u Velsenu nazočio je veliki broj poklonika. Njegov pepeo je godinu dana kasnije položen na groblju Oud Eik en Duinen u Den Haagu ispod spomenika u obliku slomljenog stupa. Pepeo njegove supruge položen je do njegovog nakon njene smrti 1960. godine.

## Ocjena
Iako je poštovanje Couperusovog djela već za vrijeme njegovog života počelo opadati, i kad je čak nakon smrti pomalo zapao zaborav, ipak su, prije svega njegovi romani, uvijek iznova budili zanimanje. Pojava nekoliko biografija i obrada njegovih knjiga za film i televiziju tome su svakako doprinijeli. Poznate televizijske obrade: De kleine zielen, Van oude mensen, de dingen die voorbijgaan i De Stille Kracht. Pojava proširene biografije koju je napisao Frédéric Bastet osamdesetih godina dvadesetog stoljeća doprinijela je da Couperus ponovno probudi interes, ovaj put i šire čitalačke publike.
Tijekom svog života Couperus je uživao međunarodni ugled. Njegova djela su se u inozemstvu često prevodila i u više izdanja tiskala. Posebnu pažnju pobudio je kod Oscara Wildea, koji je hvalio njegovu knjigu Noodlot, na engleski prevedenu kao "The Footsteps of Fate".
Godine 1993. osnovano je Društvo Louis Couperus (Genootschap Louis Couperus) s ciljem okupljanja ljubitelja njegova djela kao i promicanja istraživanja autorovog života i opusa. Društvo izdaje časopis pod nazivom Arabesken.